# 나주 미천서원 기언목판
나주 미천서원 기언목판(羅州眉泉書院記言木板)은 대한민국 전라남도 나주시 안창동, 미천서원에 있는 목판이다. 1999년 7월 5일 전라남도의 유형문화재 제217호로 지정되었다.

## 개요
조선 숙종 때의 문신이자 학자인 미수 허목(許穆,1595∼1682)의 시문집 93권 25책을 새긴 목판이다. 숙종 15년(1689)에 판을 새겼으며, 총 861매에 이른다.
허목은 23세 때 정구의 문하에서 수학하였으며, 퇴계의 학문을 존중하였다. 이로 인해 스승 정구로부터 퇴계의 학문을 이어 받아 다시 그 학문이 이익에 의해 계승, 발전되는 구실을 하였다.
예학에 밝았던 허목의 행적을 알 수 있으며, 오래된 연대의 것으로 보존상태가 매우 좋고 누락된 목판이 없어 그 가치가 높다. 현재 전남 나주 소재의 미천서원에 소장되어 있다.

## 같이 보기
- 나주 미천서원
- 허목

## 참고 자료
- 나주미천서원기언목판 - 국가유산청 국가유산포털